# Сосновский, Владимир Тимофеевич
Владимир Тимофеевич Сосновский (10 марта 1940, х. Наркомзем, Лабинский район, Краснодарский край — 5 июня 2020, Краснодар) ― советский и российский филолог, профессор, ректор АГПУ, Почётный гражданин города Армавира.

## Биография
Родился 10 марта 1940 года в хуторе Наркомзем в Лабинском районе Краснодарского края. Отец, Сосновский Тимофей Кузьмич, погиб в годы Великой Отечественной войны; мать, Сосновская Елена Григорьевна, воспитывала сына в одиночку.
В 1958 году окончил среднюю школу № 3 в селе Унароково, после чего поступил в АГПУ. В 1963 году, после его окончания, остался работать ассистентом на кафедре русской и зарубежной литературы. В 1966 году поступил в аспирантуру МГПИ имени В. И. Ленина, где защитил диссертацию на соискание степени кандидата наук «Творчество А. А. Первенцева» (1969).
В 1970 году вернулся в АГПУ. За долгие годы работы в нём Владимир Тимофеевич прошёл путь от ассистента до ректора и стал авторитетным лидером профессорско-преподавательского состава вуза. Ректором избирался трижды (в 1987 г., 1992 г., 1997 г.). В течение двенадцати лет работы благодаря его руководству была расширена материально-механическая база университета, появилась аспирантура и докторантура. В 1999 году защитил докторскую диссертацию «Постмодернизм и традиция: опыт монистического взгляда на литературно-культурологический процесс в преддверии третьего тысячелетия (Слово и текст в динамике времени и в контексте континуальных дискуссионных проблем отечественной литературы 1980—1990-х годов)». Автор и соавтор более 60 научных статей и монографий; публиковал статьи по проблемам педагогики и о педагогическом образовании на Кубани. У него учились многие впоследствии известные научные и общественные деятели, в том числе профессор ТвГУ Владимир Юдин.
Активный общественный деятель. Избирался депутатом Кировского районного Совета народных депутатов, депутатом городского и краевого Советов народных депутатов. В 1997 г. был избран депутатом Городской Думы Армавира, где возглавил комиссию по народному образованию.
В 1998 году Указом Президента Российской Федерации за заслуги в научной и педагогической сфере Сосновскому было присвоено почётное звание «Заслуженный работник высшей школы Российской Федерации». Также был награждён награждён медалями «Ветеран труда», «За выдающийся вклад в развитие Кубани» I и III степени.
В 2010 году был избран депутатом Армавирской городской Думы V созыва и был назначен Председателем Думы.
Был женат вторым браком, четверо детей.
Умер 5 июня 2020 года в Краснодаре. Похоронен в городском кладбище города Армавир.